# Lauren Jauregui
Lauren Michelle Jauregui Morgado (Miami, 27 de junho de 1996), mais conhecida como Lauren Jauregui, é uma cantora e compositora americana de ascendência cubana, conhecida mundialmente por ser ex-integrante do girl group Fifth Harmony, formado em 2012 através da segunda temporada do talent show The X Factor US.
Após o hiato indefinido do grupo, Jauregui lançou, em 24 de outubro de 2018, seu single de estreia solo intitulado "Expectations", alcançando o primeiro lugar da parada Pop no iTunes dos Estados Unidos. Já em janeiro de 2019, ela lançou seu segundo single, a conceitual "More Than That". Escrita pela cantora dois ou três anos antes de seu lançamento, a canção foi inspirada na deusa grega Afrodite. O álbum de estreia de Lauren, intitulado PRELUDE, debutou nas plataformas digitais em novembro de 2021.

## Biografia
Lauren Jauregui nasceu no dia 27 de junho de 1996 em Miami, Flórida, nos Estados Unidos. Filha de Michael Jauregui e Clara Morgado, ela tem dois irmãos mais novos, Chris e Taylor. Seu pai é gerente de fábrica e sua mãe é professora, que mudou-se para os Estados Unidos com seus familiares quando Fidel Castro assumiu o poder de Cuba. Lauren, por ser descendente de cubanos, teve como sua primeira língua o espanhol, aprendendo o inglês somente mais tarde ao ingressar em uma instituição de ensino católica mista, desde a pré-escola até a sexta série. A partir da sétima série, Lauren passou a frequentar a escola católica privada Carrollton School of Sacred Heart, uma das melhores na cidade de Miami. Ela estava no programa de bolsas de estudo internacional de bacharelado da escola e a frequentou até o que equivale ao segundo ano do ensino médio.
Desde pequena Lauren já demonstrava sua paixão pelas artes, participando de diversos recitais e apresentações no colégio. Além da música, Jauregui também se expressava através da dança, da escrita, do desenho e da pintura, pois adorava "criar constantemente". Ela também participou de equipes de vários esportes, dentre eles o softball e o tênis. Lauren teve uma infância e adolescência cercada por amigos, como podemos reparar em fotos antigas. Até hoje ela mantém amizades da época escolar e faz questão de dividir isso com seus fãs.

## Carreira

### 2012–2018: The X Factor e Fifth Harmony

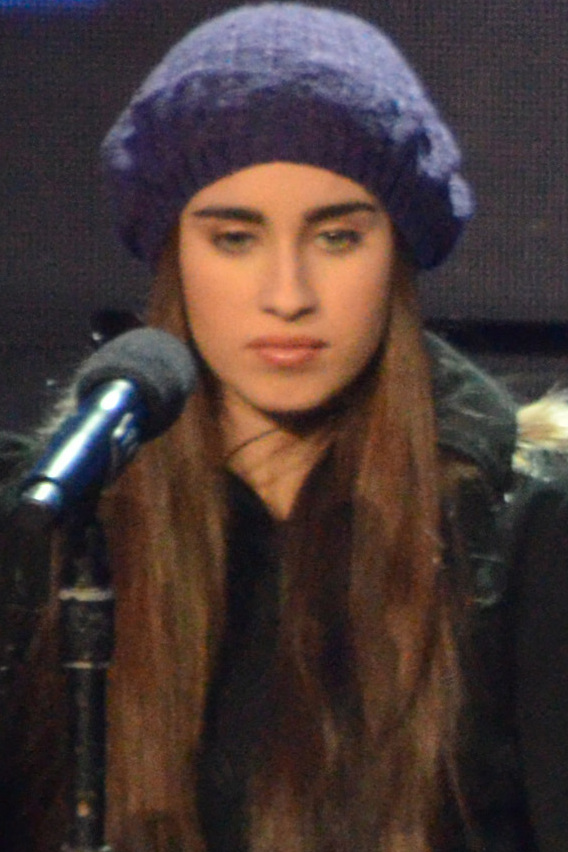
Lauren no X Factor 2012

Em 2012, aos 16 anos, Lauren fez um teste para a segunda temporada do programa The X Factor US. Ela contou em entrevista que seu pai a incentivava a participar, já sua mãe pedia para que ela pelo menos se formasse no colégio para perseguir a carreira da música depois. Por causa disso, Lauren enviou seu vídeo de inscrição escondida de sua mãe, que só ficou sabendo quando ela já tinha sido aceita para viajar até Greensboro, no estado da Carolina do Norte, onde participaria da primeira triagem do programa. Após quatro rodadas de audições preliminares, ela foi chamada para a audição televisionada em frente aos juízes. Jauregui se apresentou com a canção "If I Ain't Got You", da Alicia Keys, conquistando a todos com o seu potencial vocal. O juiz L.A. Reid descreveu a voz de Lauren como "rouca, autêntica e madura", e sua audição como "perfeita". Ela avançou para a próxima rodada depois de obter a aprovação de todos os quatro juízes. Durante a segunda rodada do bootcamp, ela cantou “E.T.” da Katy Perry — a performance não foi ao ar no programa. Depois, ela cantou a música "These Arms of Mine" contra o grupo country Sisters C. Após ser eliminada como artista solo na competição, Lauren foi chamada de volta juntamente com outras quatro concorrentes femininas para formar, após várias trocas de nomes, o quinteto Fifth Harmony. Elas entraram desacreditadas, mas logo cativaram o publico e o grupo terminou em terceiro lugar na competição.
Em janeiro de 2013, o Fifth Harmony assinou um contrato com as gravadoras Syco Music e Epic Records, de Simon Cowell e L.A. Reid respectivamente. Jauregui abandonou o ensino médio para seguir carreira com o grupo e recebeu seu diploma através do ensino doméstico. Em 22 de outubro de 2013, o grupo lançou seu EP de estreia Better Together, chegando a sexta posição na Billboard 200 em sua primeira semana de lançamento. A segunda faixa do EP, o single "Miss Movin' On", entrou na Billboard Hot 100 e foi certificado de ouro nos Estados Unidos. Reflection, o primeiro álbum do quinteto, só foi lançado em janeiro de 2015 e Lauren não participou da promoção de lançamento, pois sua avó veio a falecer no dia da estreia do álbum e suas colegas de banda recomendaram que ela fosse para a Miami ficar com sua família. Após o lançamento e a repercussão de Reflection, o álbum chegou ao quinto lugar na Billboard 200 e foi certificado de ouro nos Estados unidos e dupla platina no Brasil. O terceiro single do mesmo, "Worth It", obteve a certificação tripla de platina nos Estados Unidos e alcançou o top 10 em 13 países. O grupo também contribuiu com a música "I'm in Love with a Monster" da trilha sonora do filme de animação Hotel Transylvania 2, e em dezembro de 2015, o quinteto foi homenageado como "Grupo do Ano" na cerimônia Billboard Women in Music.
O segundo álbum do grupo, 7/27, foi lançado em maio de 2016 e ganhou o certificado de ouro nos Estados Unidos e na Polônia. "Work from Home", o single principal do álbum, se tornou a primeira música de um grupo feminino a alcançar o top 10 da Billboard Hot 100 em oito anos, e atualmente o videoclipe possui mais de 2 bilhões de visualizações no YouTube. O terceiro álbum do grupo, o homônimo Fifth Harmony (o primeiro como quarteto), foi lançado em agosto de 2017 e chegou ao segundo lugar da Billboard 200 na semana de lançamento, ganhando também o certificado de platina no Brasil e Indonésia. Além disso, marcou a primeira vez que o grupo conseguiu co-escrever e ter uma agência sobre a direção criativa do seu próprio álbum. No entanto, em 19 de março de 2018, faltando poucas semanas para a turnê PSA Tour ser finalizada, o girl group fez um comunicado em suas redes sociais, anunciando um hiato indefinido no grupo para que as integrantes pudessem crescer e amadurecer em suas carreiras solo.

### 2016–2021: Parcerias e carreira solo

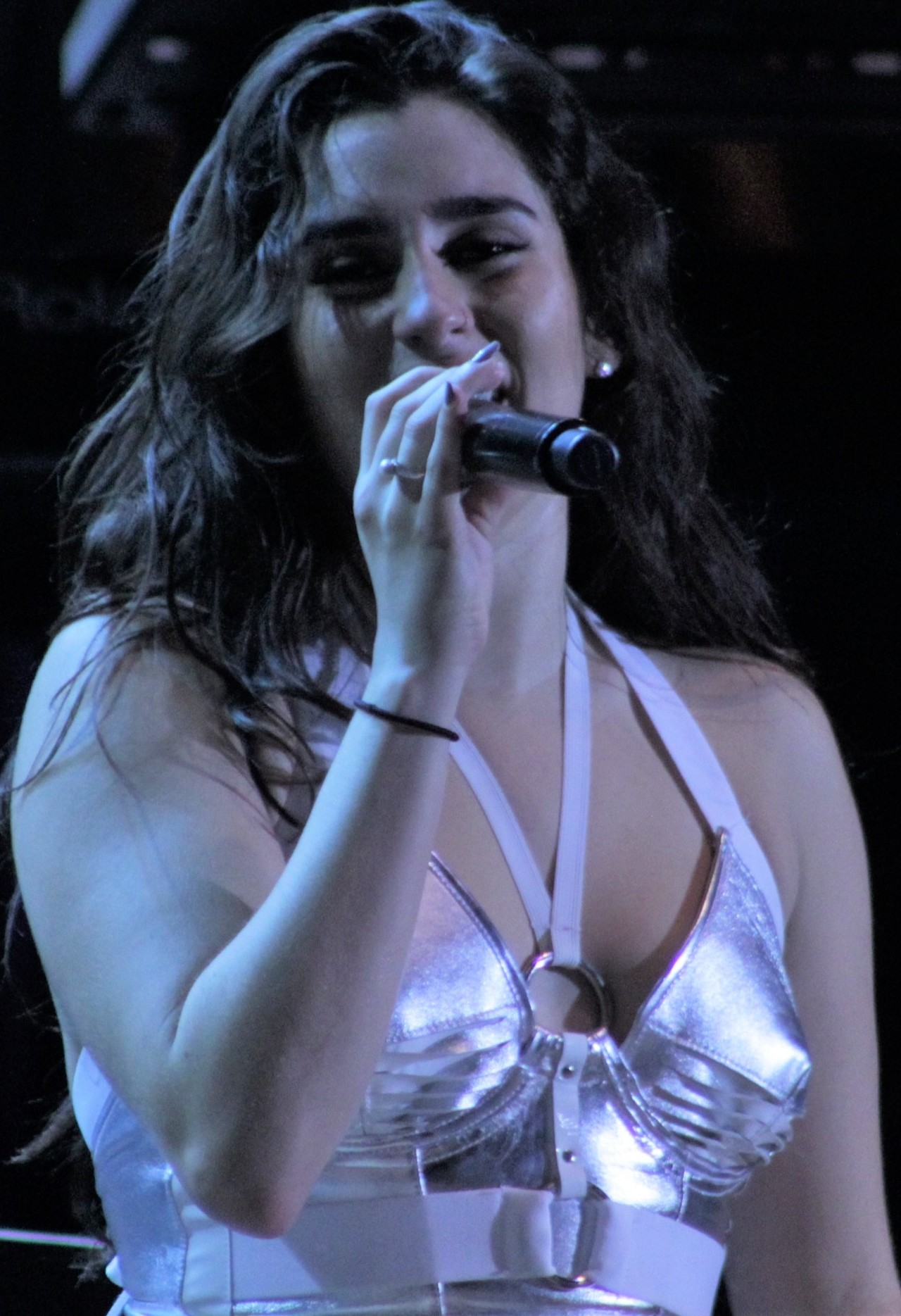
Lauren na PSA Tour 2017

No dia 9 de dezembro de 2016, Lauren lançou seu primeiro projeto solo: a música "Back to Me", em parceria com Marian Hill. Por ser seu primeiro trabalho fora do grupo, a faixa repercutiu bastante nas redes sociais, principalmente por ela ser uma das compositoras da canção. Já em maio de 2017, lançou também uma canção em parceria com sua amiga Halsey, chamada "Strangers", sendo essa canção o segundo single promocional do álbum Hopeless Fountain Kingdom. "Strangers" teve muita repercussão devido ao fato de a letra falar sobre um romance lésbico. A música alcançou a posição #100 da Billboard Hot 100, além de conquistar o certificado de ouro nos Estados Unidos.
A terceira parceria de Lauren fora do Fifth Harmony foi uma música com o rapper Ty Dolla Sign. No dia 27 de outubro de 2017, com o lançamento do “Beach House 3”, álbum de Ty, os rumores foram confirmados: “In Your Phone” foi escrita por Lauren junto a Ty, e é uma das 20 faixas que compõem o CD do rapper. Pouco tempo depois, em 17 de novembro do mesmo ano, a parceria com o DJ Steve Aoki foi finalmente lançada como primeiro single do novo álbum do DJ, "Neon Future III". A canção “All Night” alcançou a posição #10 no iTunes US, e tornou-se o quarto trabalho de Lauren paralelo ao Fifth Harmony, no entanto, foi o primeiro a tornar-se single oficial e receber videoclipe. Além disso, foi a primeira canção inteiramente cantada por Jauregui, que afirmou ter reformulado boa parte do refrão, e adicionado vários versos à canção, além de ter produzido seus próprios vocais.

Em 6 de junho de 2018, após o hiato do grupo, Lauren deu início a sua carreira como cantora solo ao abrir os shows da turnê "Hopeless Fountain Kingdom World Tour", da cantora Halsey, na América Latina. Em outubro do mesmo ano, ela lançou "Expectations" como seu single de estreia. A canção teve um bom desempenho inicial e chegou ao primeiro lugar da parada Pop do iTunes dos Estados Unidos. Já fora do país, seu destaque foi ainda maior. A música chegou a ficar em primeiro lugar no iTunes de mais de 15 países, incluindo Brasil, Argentina, México, Grécia e Filipinas. Jauregui havia performado "Expectations" pela primeira vez na abertura da turnê da Halsey, juntamente com duas outras canções inéditas e compostas por ela, "Toy' e "Inside", que tiveram bastante repercussão nas redes sociais, mesmo a cantora não tendo lançado a versão estúdio de ambas. Quando perguntada em entrevistas sobre o seu processo criativo, ela disse:
Estou tentando ser o mais orgânica possível. Eu escrevo quando me apetece - não tento forçar uma música... Há muita inspiração ao meu redor, por isso tenho me inspirado no que posso, principalmente experiências de vida ou coisas que desejo experimentar. Uma exploração do eu. A arte é um meio de autocuidado para mim, me aprofundando e me expressando, no entanto, é o que meu coração está sentindo naquele momento. Eu também estou muito envolvida em todos os aspectos de dar vida a cada música, as ideias de vídeo, desenvolvendo os conceitos, todo o processo de edição.
Em 11 de janeiro de 2019, Lauren lançou seu segundo single, a conceitual "More Than That". Escrita por ela dois ou três anos antes de seu lançamento, a canção foi inspirada na deusa grega Afrodite. Jauregui descreveu seu conceito como a visita de Afrodite à Terra, enquanto ela se encontra em um clube único cercada pelas encarnações terrenas do divino feminino. Criativamente dirigido e co-editado por Lauren, o videoclipe faz referência à mitologia grega e romana, junto com as pinturas renascentistas de Sandro Botticelli: A Primavera e O nascimento de Vênus. No clipe, a cantora vai para um clube de strip intitulado Olympus, onde ela se junta a um pequeno aglomerado de mulheres admirando um grupo de dançarinas exóticas que celebram a feminilidade, beleza e sexualidade de uma maneia empoderada. "More Than That" foi recebida positivamente por críticos de música, que chamaram a canção de "sombriamente sedutora", "hipnótica", "provocativa" e "fascinante".

Capa do single "Lento".

No dia 4 de dezembro de 2019, quase um ano sem lançar nada oficialmente, Jauregui apareceu ao lado de Drew Love na música solo de estreia de Clear Eyes (Jeremy Lloyd de Marian Hill), "Let Me Know". Já no início de 2020, além de ela ter contribuído com a canção "Invisible Chains" para a trilha sonora do filme Aves de Rapina, a cantora, em colaboração com o produtor porto-riquenho Tainy e o artista espanhol C. Tangana, lançou o single "Nada" no dia 21 de fevereiro. Contando também com a colaboração do produtor porto-riquenho, Lauren lançou "Lento" no dia 20 de março. Ambas as canções fazem mesclagem entre os idiomas inglês e espanhol. Para deixar seus fãs ainda mais empolgados, Jauregui lançou mais um single no dia 17 de abril. Intitulada de "50ft.", a canção conta com influências R&B e possui uma letra intimista, provavelmente a mais pessoal que ela lançou até o momento.
No dia 30 de abril de 2021, junto com três outros artistas musicais, Lauren fez parceria com a Sound It Out, uma campanha nacional que usa a música para ajudar crianças e seus responsáveis a ter conversas abertas e honestas sobre saúde mental. Intitulada de “Temporary”, a canção é uma balada inglês-espanhola lenta e emocionante que Jauregui canta em homenagem à conversa que teve com uma estudante de 13 anos chamada Anna. Já no dia 9 de julho, a cantora lançou a canção “While I’m Alive”, pertencente ao álbum Big Femme Energy Volume 1. A faixa foi feita em parceria com a Femme It Foward, uma empresa de música e entretenimento liderada por mulheres que concentra sua missão em celebrar, educar e emponderá-las. No dia 25 de agosto, Lauren anunciou em suas redes sociais ser a mais nova embaixadora da grife Savage X Fenty, marca de lingerie da Rihanna. Um pouco depois, mas precisamente no dia 27, os vacais potentes de Jauregui deram vida a canção "Not Prepared For You", uma das quinze faixas pertencente ao álbum de estreia da multipremiada compositora Diane Warren, intitulado The Cave Sessions, Vol. 1.

### 2021–presente:PreludeeIn Between
Em relação ao seu primeiro álbum solo, o mesmo estava programado para ser lançado em 2020, mas por conta da pandemia de COVID-19, foi adiado para 2021. "Estou muito orgulhosa do que estou fazendo e da maneira como estou articulando meu ponto de vista”, revelou em 2018 em uma entrevista para a Billboard. Já em novembro de 2019, para o Entertainment Tonight, a cantora disse que estava ansiosa para liberar o novo material. “O álbum está indo bem. Estou muito mergulhada no processo criativo, me descobrindo como artista e trabalhando nisso", comentou.
No dia 15 de setembro de 2021, Jauregui concedeu uma entrevista exclusiva para a Billboard para anunciar seu novo projeto musical intitulado Prelude, uma performance virtual que foi ao ar nos dias 14 e 15 de outubro, onde a cantora lançou suas novas músicas. Na sexta-feira do dia 8 de outubro, a canção "Colors" debutou nas plataformas digitais como parte do projeto. O single marcou também a estreia de Jauregui sob seu próprio selo musical independente, a Attunement Records. “Não havia espaço para quem eu queria ser como artista” revelou a cantora em entrevista para a Bustle, referindo-se a suas antigas gravadoras. Grata pelas oportunidades e exposição oferecidas a ela, Lauren finalmente decidiu que o sistema das grandes gravadoras não era o caminho certo para sua carreira. “A única coisa que faz sentido para mim neste momento é ser completamente independente e possuir minha música”, completou. Já no dia 15, a cantora lançou a emocionante e reconfortante faixa "Scattered", com participação do rapper Vic Mensa. Na quarta-feira do dia 3 de novembro, Jauregui divulgou a faixa “On Guard” em parecia com o rapper 6lack, que serviu como aquecimento para seu EP de estreia solo PRELUDE, lançado em 5 de novembro de 2021.
Para divulgar o lançamento do álbum, que debutou em primeiro lugar nos chats de R&B/Soul do iTunes de diversos países, incluindo Itália, Austrália e Chile, a cantora promoveu uma mine turnê pelos Estados Unidos. Contendo uma série de seis shows, a tour passou por New York, Chicago, Miami, Los Angeles e São Francisco. Em março de 2022, em parceria com a Patreon, Jauregui decidiu lançar uma série de podcast chamada Attunement, onde passou a se conectar mais diretamente com os fãs. No final de abril, a cantora foi uma das convidadas a se apresentar no palco Bless Stage do festival Sol Blume, além de apoiar a cantora americana Banks na etapa norte-americana de sua turnê Serpentina, abrindo os shows dos meses de julho e agosto de 2022. Já no dia primeiro de junho, Jauregui anunciou que sua mine turnê, a An Evening With Lauren Jauregui, se estenderia também para a América do Sul, passando por Brasil, Chile e Argentina em outubro. Em setembro, a canção "Piña" foi lançada como uma parceria de Jauregui com a rapper Snow Tha Product.
Na sexta-feira (dia 30 de setembro), por questões de logísticas, Lauren informou através de suas redes sociais que os shows na América do Sul haviam sido adiados para março de 2023, além de acrescentar México, Colômbia, Peru e República Dominicana na lista de países. No dia 28 de outubro, Jauregui lançou a canção "Always Love", a balada mais emocional e crua que a cantora já lançou em todos os seus anos de carreira. No dia 31 de março de 2023, foi lançado o single "Trust Issues”. Com letra e melodia comovente, a canção relata Jauregui lutando com a maneira como sua falta de confiança afetou seus relacionamentos. Ambas as canções fazem parte no novo EP da cantora, intitulado In Between, que contou com sete faixas e que foi lançado no dia 26 de maio de 2023. Já em 22 de dezembro, Jauregui lançou a canção "The Day The World Blows Up" na plataforma EVEN. A cantora relatou que uma parte dos lucros gerados a partir da venda da canção serão doados para o MECA (Middle East Children's Alliance) em apoio às crianças palestinas, e para a FAH (Food Against Hunger) que fornece assistência financeira às famílias sudanesas no Egito. Em 29 de janeiro de 2024, a canção foi disponibilizada em todas as plataformas digitais. Já em 29 de fevereiro, foi anunciado que Jauregui seria o ato de abertura do show da cantora Jessie J, em São Paulo, Brasil. Em 6 de março, a cantora lançou a canção "Burning".

## Vida pessoal

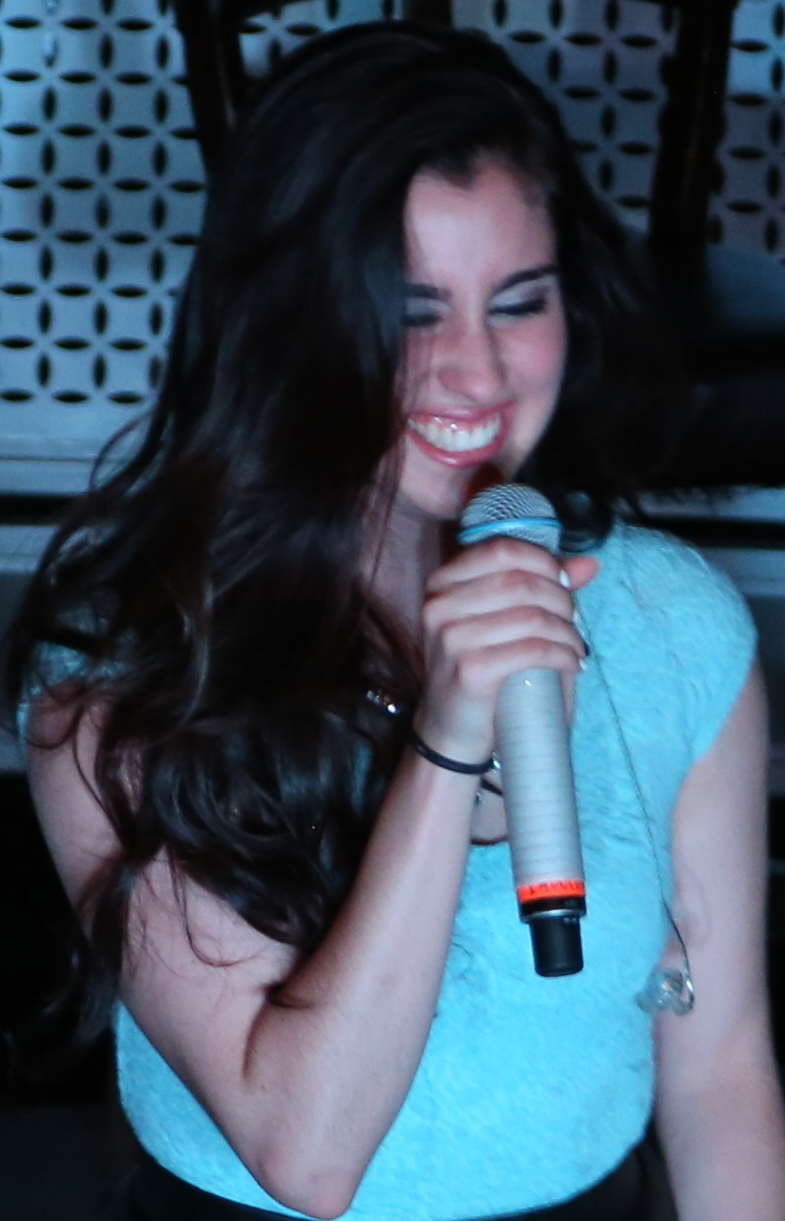
Jauregui em 2013

Devido à constante pressão sofrida por parte da indústria artística e até mesmo de pessoas que a segue, Lauren tem lutado contra os males da ansiedade e depressão. "É difícil escapar dessa mentalidade quando você está se afogando na negatividade que vê ao seu redor", explicou ela em um programa especial do setembro amarelo da rádio online I’m Listening, em setembro de 2019.
Quanto a relacionamentos, poucos foram confirmados. Entre os anos de 2013 e 2014, Lauren chegou a namorar um conhecido de adolescência, o brasileiro Luis Felipe Santos. O namoro não durou mais de 8 meses. No final de 2014, rumores apontavam que Lauren estaria namorando Bradley, vocalista da boyband The Vamps, com quem Fifth Harmony dividia o tempo de abertura dos shows da turnê Live on Tour do cantor Austin Mahone. Os dois chegaram a ser vistos juntos e nunca negaram um possível relacionamento, que também não durou muito, cerca de 4 meses. Em março de 2017, além de lançar um ensaio fotográfico de Lauren e Lucy Vives, Nicole Cartolano, fotógrafa e também amiga de Lauren, confirmou em entrevista para a MTV que Lauren e Lucy mantiveram um relacionamento que terminava e voltava por muitos anos. Melhores amigas de colégio, elas estavam namorando na época em que as fotos do ensaio haviam sido feitas (novembro de 2016), mas já não estavam mais juntas quando foram lançadas.
Após o término com Lucy, surgiram especulações de que Lauren estaria namorando o rapper Ty Dolla Sign, com quem Fifth Harmony fez parceria em um de seus maiores sucessos, “Work From Home”. Os dois se conheceram pessoalmente pela primeira vez no set de gravação do videoclipe da canção, em 2016, mas, na época, Lauren namorava Lucy. No início de 2017, a amizade dos dois foi ficando cada vez mais próxima e cada vez mais pública, já que em diversas oportunidades, compartilharam fotos juntos em suas redes sociais. Com o lançamento de “In Your Phone”, parceria de Ty com Lauren, o rapper confirmou em entrevistas que os dois realmente estavam em um relacionamento. No entanto, o namoro chegou ao fim em abril de 2019.
Em fevereiro de 2023, através de uma postagem em seu Instagram em comemoração do dia dos namorados, Jauregui assumiu publicamente namoro com a dançarina Sasha Mallory. Fãs já especulavam um possível relacionamento entre elas desde meados de 2022. Em janeiro de 2024, no entanto, ambas já não estavam mais juntas, mas permaneceram amigas.

## Ativismo

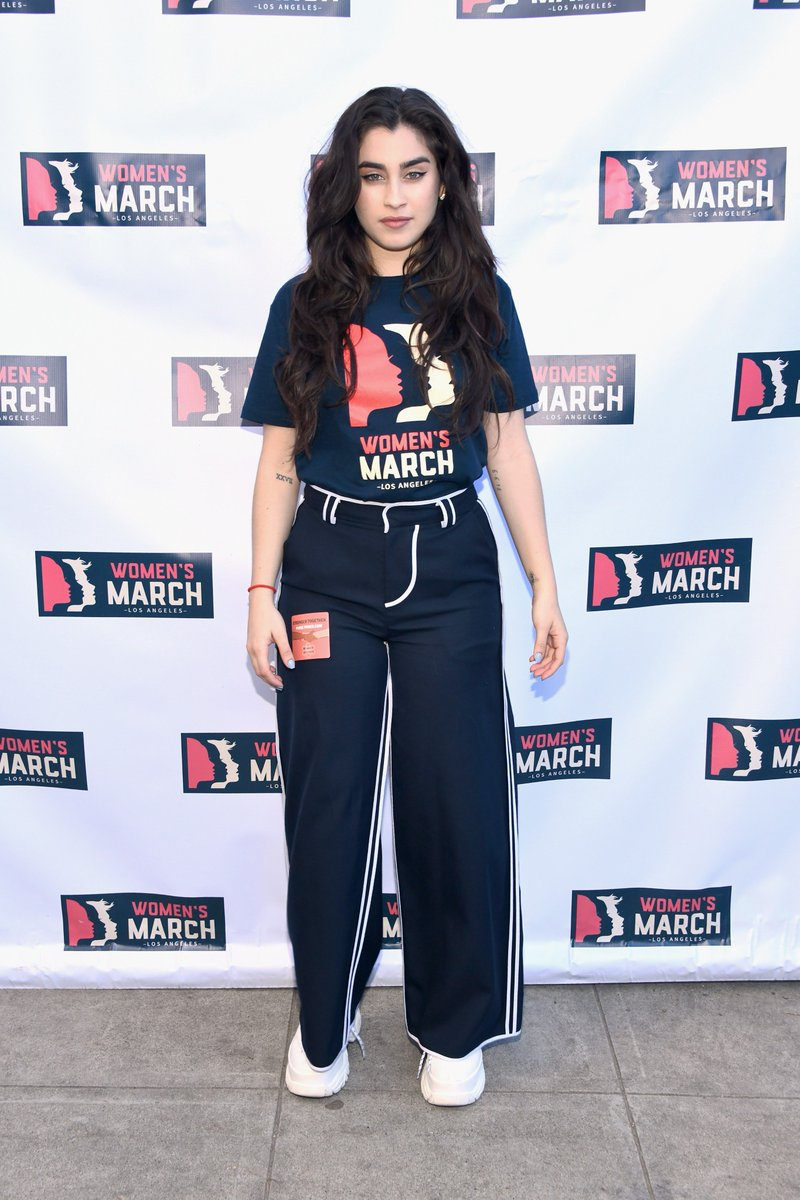
Jauregui na Women's March de 2019.

Lauren sempre fez questão de dividir pensamentos e opiniões com seus fãs através das redes sociais. Ela deixa claro que não gosta do Twitter e do Facebook, e que seus ambientes online preferidos sempre foram Tumblr e Instagram. No início da carreira, a cantora costumava utilizar a plataforma do Tumblr para contar o que pensava, publicando diversos textos, muitas vezes polêmicos e de cunho pessoal. Com o passar do tempo e com o aumento da fama, o Tumblr se tornou o local onde Lauren teve mais liberdade para expressar-se, mas através de reblogs e comentários aleatórios. Textos maiores e cartas abertas passaram a ser publicados no seu Twitter e Instagram, geralmente sobre assuntos polêmicos da atualidade.
 

Quanto mais sua plataforma crescia, mais Lauren se revelava como uma ativista, sempre falando sobre assuntos importantes como: direitos humanos, educação, justiça criminal, política, imigração, violência, reforma de armas, assédio e outras questões sociais, tentando trazer conscientização aos jovens que a seguem. Ela também é politicamente franca. Envolvida em protestos, Jauregui fez parceria com várias organizações e participou de eventos que promovem essas causas. No dia 18 de novembro de 2016, foi publicada na Billboard uma carta aberta escrita pela artista direcionada a todos os eleitores do presidente dos Estados Unidos, Donald Trump. No texto, Lauren demonstra sua insatisfação e chama os apoiadores de Trump de "hipócritas". Além disso, a artista se assumiu, declarando-se bissexual ao dizer:
Eu sou uma mulher cubana-americana bissexual e tenho orgulho disso. Tenho orgulho em fazer parte de uma comunidade que apenas projeta o amor e a educação e o apoio de um ao outro. Tenho orgulho de ser neta e filha de imigrantes que bravamente deixaram suas casas para entrar em um novo mundo com uma língua e cultura diferentes e se imergiram sem medo para começar uma vida melhor para eles e suas famílias.
Logo em seguida, Jauregui recebeu diversas mensagens de apoio por toda a internet, inclusive de seu pai, que declarou ser um "pai orgulhoso". No entanto, em abril de 2020, ao fazer um quiz LGBTQ para a revista online Them e mencionar sua amiga Halsey, Lauren revelou que agora se identifica como pansexual. "Eu também me identificava como bissexual até que descobri que existia a pansexualidade, que meio que engloba todo mundo. Acho que ela (Halsey) sente o mesmo que eu nesse sentido. Tipo, nós nos apaixonamos por almas antes de qualquer outra coisa". Em outubro de 2023, Jauregui se posicionou em suas redes sociais em ralação ao conflito entre Israel e Hamas, frisando que são apenas um bando de terroristas gritando terrorista, além de ressaltar que as pessoas deveriam aprender a história de uma situação antes de se sentir no direito de dar sua voz a ela.
O meu coração está com as vidas inocentes perdidas devido à perpetuação do vil legado do imperialismo, da colonização, do apartheid e da ignorância [...] Meu coração dói pelas crianças usadas como peões nos jogos políticos dos homens. As mulheres violadas, mutiladas, filmadas e arrastadas pelas ruas para alimentar as justificações e os apelos a mais violência. Não me importa mais o que os homens adultos querem destruir em nome de sua infinita e insaciável ganância e obsessão pelo domínio sobre tudo que respira. Quero que sejamos livres [...] O meu coração sofre pela Palestina e pelos seus filhos e pelos israelitas inocentes apanhados no fogo cruzado do seu governo genocida.
Em dezembro de 2023, a cantora lançou uma canção que se trata de uma demonstração de solidariedade em relação às crianças e famílias palestinas, além de ressaltar que parte dos lucros serão doados para as instituições MECA e FAH.

### Detenção
Em 13 de dezembro de 2016, Jauregui foi notificada por porte de cannabis no aeroporto de Dulles, em Washington. A artista tentava embarcar para o Brasil com as integrantes do Fifth Harmony, já que faria um show no evento FunPopFun, organizado pela Fanta. A droga se encontrava em sua bagagem de mão. Devido a isso, a cantora ficou em espera para ser interrogada pelas autoridades, o que resultou no seu atraso e perda de seu voo para São Paulo. As outras quatro integrantes realizaram o show sem Jauregui e não se manifestaram sobre o ocorrido. Dois dias depois, a musicista emitiu um pedido de desculpas aos admiradores brasileiros pelo atraso e por não ter comparecido ao show, dizendo que tentaria recompensá-los. Além disso, a artista postou uma declaração sobre o ocorrido, na qual sua advogada afirma que ela não foi sentenciada, e que apenas recebeu uma advertência. Na nota, também é dito que a profissional estava buscando uma forma de resolver o caso judicialmente e que isso não interferiria na agenda ou na carreira de Jauregui, que terminou a publicação adjetivando a mídia de "sensacionalista", com a hashtag "#sensationalizedmedia".

## Influências musicais
Jauregui cresceu ouvindo R&B dos anos 90, rock alternativo, pop, música latina, indie e soul, por isso sua música é amplamente influenciada por esses gêneros. Ela disse que é "principalmente inspirada por compositores" e "verdade e autenticidade". Alguns dos artistas que a influenciaram incluem Lana Del Rey, John Mayer, Lauryn Hill, Paramore, Alicia Keys, Janelle Monáe, Christina Aguilera, Amy Winehouse e Frank Ocean.

## Discografia

#### Extended Play (EP)
- PRELUDE (2021)
- In Between (2023)

## Filmografia

### Televisão
| Ano           | Programa                       | Papel     | Notas                                                                                      | Ref.    |
| ------------- | ------------------------------ | --------- | ------------------------------------------------------------------------------------------ | ------- |
| 2012–2013     | The X Factor U.S.              | Ela mesma | 2ª temporada: Participante, 22 episódios (2012) 3ª temporada: Convidada, 1 episódio (2013) |         |
| 2014          | Faking It                      | Ela mesma | Episódio: "The Ecstasy and the Agony"                                                      |         |
| 2015          | Barbie: Life in The Dreamhouse | Ela mesma | Episódio: "Sisters' Fun Day"                                                               | [ 129 ] |
| 2016          | The Ride                       | Ela mesma | Episódio: "Fifth Harmony"                                                                  |         |
| 2018          | Lip Sync Battle                | Ela mesma | Episódio: "Fifth Harmony"                                                                  | [ 130 ] |
| 2018          | Sugar (websérie)               | Ela mesma | Episódio: "Fifth Harmony surprises a remarkable fan and her wheelchair dance group."       | [ 131 ] |
| 2020–presente | Attunement Podcast             | Ela mesma | Apresentadora e criadora                                                                   | [ 132 ] |
| 2021          | A Tiny Audience                | Ela mesma | 2ª temporada: Convidada, episódio 2 (HBO Max)                                              | [ 133 ] |

## Turnês

#### Como principal
- An Evening With Lauren Jauregui (2021–2023)

#### Ato de abertura
- Hopeless Fountain Kingdom World Tour (2018)
- Banks – The Serpentina Tour (2022)

#### Com o Fifth Harmony
- The Reflection Tour (2015)
- The 7/27 Tour (2016)
- PSA Tour (2017)

## Prêmios e Indicações
| Ano  | Premiação                  | Categoria                         | Trabalho indicado            | Resultado | Ref.    |
| ---- | -------------------------- | --------------------------------- | ---------------------------- | --------- | ------- |
| 2017 | British LGBT Awards        | Celebridade do Ano                | Ela mesma                    | Vencedora | [ 134 ] |
| 2017 | BMI London Awards          | Pop Award Songs                   | "All in My Head (Flex)"      | Vencedora | [ 135 ] |
| 2018 | BMI Pop Awards             | Award Winning Songs               | "All in My Head (Flex)"      | Vencedora | [ 136 ] |
| 2018 | Teen Choice Awards         | Artista Feminina Mais Quente      | Ela mesma                    | Vencedora | [ 137 ] |
| 2018 | Teen Choice Awards         | Melhor Música Eletrônica          | "All Night" (com Steve Aoki) | Vencedora | [ 138 ] |
| 2019 | iHeartRadio Music Awards   | Cutest Musician’s Pet             | Gracie (sua cachorrinha)     | Vencedora | [ 139 ] |
| 2019 | iHeartRadio Music Awards   | Melhor Fã Clube                   | Jaguars                      | Indicada  |         |
| 2019 | iHeartRadio Music Awards   | Best Solo Breakout                | Ela mesma                    | Indicada  |         |
| 2019 | Teen Choice Awards         | Melhor Artista Feminina           | Ela mesma                    | Indicada  | [ 140 ] |
| 2019 | Teen Choice Awards         | Melhor Música de Artista Feminina | "Expectations"               | Vencedora | [ 141 ] |
| 2020 | Latin Music Italian Awards | Best Latin Artist Worldwide       | Ela mesma                    | Indicada  | [ 142 ] |
| 2022 | GLAAD Media Awards         | Melhor Artista Musical Revelação  | Prelude                      | Indicada  | [ 143 ] |